# الكواكب الدرية على متممة الآجرومية
كتاب الكواكب الدرية على متممة الآجرومية هو كتاب في علم النحو، مؤلفه محمد بن أحمد بن عبد الباري، يتضمن شرحا ميسرا للمتممة، وهي كتاب مختصر يسمى: متممة الآجرومية.
ويتضمن الكتاب ثلاثة أقسام، وهي: الأصل والمتممة والشرح، فالأصل هو متن الآجرومية، ومؤلفه ابن آجروم، وهو مختصر في النحو للمبتدئين، والمتممة وهي مؤلف مختصر في النحو أيضا، ومؤلفه محمد الرعيني الشهير بالحطاب، ويسمى هذا المؤلف متممة الآجرومية؛ لأن مؤلفه أضاف إلى متن الآجرومية زيادات وتوضيحات مختصرة، وأما الشرح؛ فهو كتاب الكواكب الدرية على متممة الآجرومية.

## محتويات الكتاب
يحتوي الكتاب على شرح أهم أبواب النحو، بدء بتقسيم الكلام بعد المقدمة، ثم الإعراب والبناء، ثم المرفوعات مثل الفاعل والمبتدء والخبر، ثم المنصوبات مثل: المفعول به والمصدر والمفعول فيه، وغيرها، كما يتضمن من خلال ذلك عوامل الرفع وعوامل النصب وغيرها.

## طريقة الطرح
اعتمد مؤلف كتاب الكواكب الدرية على الأسلوب المبسط في الشرح،
والتوضيح لألفاظ المتممة، بطريقة مناسبة لفهم المتعلم، فهو يشرح محتوى المتممة بحسب الترتيب للعناوين، ويفسر المقصود من العبارات، ثم ينتقل إلى ذكر الشواهد من القرآن ومن كلام العرب، ويتعرض للمسائل التي تعددت فيها أقوال العلماء والإستعمالات، ويضيف إليها تفاصيل متعلقة بها، وأحيانا يذكر شواهد من ألفية ابن مالك أو من غيرها.
ويعتبر كتاب الكواكب الدرية بأسلوبه التعليمي مناسبا للمتعلم في نهاية المراحل التعليم الأولى، بعد تعلم الأساسيات في النحو، كما يعد فهم محتوى الكتاب كافيا لحصول الإلمام بمهمات علم النحو.